# Archipirata tataricus
Archipirata tataricus är en spindelart som beskrevs av Simon 1898. Archipirata tataricus ingår i släktet Archipirata och familjen vårdnätsspindlar. Inga underarter finns listade i Catalogue of Life.